# 学院区南站
学院区南站是一个位于中国天津市滨海新区泰达街道天津经济技术开发区洞庭路，属于天津地铁天津开发区导轨电车1号线已取消的一个导轨电车站。该站于2011年8月25日起取消，线路也于2023年6月1日停运。

## 車站結構
车站为地面站，设有2个侧式站台。